# Ataque de diccionario
Un ataque de diccionario es un método de cracking que consiste en intentar averiguar una contraseña probando todas las palabras del diccionario. Este tipo de ataque suele ser más eficiente que un ataque de fuerza bruta, ya que muchos usuarios suelen utilizar una palabra existente en su lengua como contraseña para que la clave sea fácil de recordar, lo cual no es una práctica recomendable. 
Los ataques de diccionario tienen pocas probabilidades de éxito con sistemas que emplean contraseñas fuertes con letras en mayúsculas y minúsculas mezcladas con números (alfanuméricos) y con cualquier otro tipo de símbolos. Sin embargo, para la mayoría de los usuarios recordar contraseñas tan complejas resulta complicado. Existen variantes que comprueban también algunas de las típicas sustituciones (determinadas letras por números, intercambio de dos letras, abreviaciones), así como distintas combinaciones de mayúsculas y minúsculas.

## Consejos prácticos

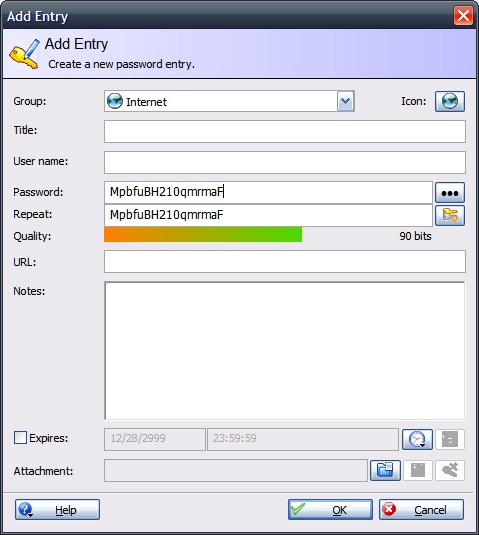
El programa KeePass nos muestra automáticamente la solidez de la contraseña. En este caso la contraseña que se ha utilizado como ejemplo.

Una práctica bastante habitual para usar contraseñas que sean fáciles de recordar y a la vez no sean vulnerables a los ataques de diccionario es tomar las iniciales de todas las palabras de una oración que tenga algún significado especial para nosotros. Por ejemplo, si tomamos la frase "Mi primera bicicleta fue una BH210 que me regaló mi abuelo Francisco", la contraseña resultante sería la siguiente: MpbfuBH210qmrmaF. Esta contraseña mezcla letras y números, que con sus 16 caracteres es relativamente larga, y sería bastante difícil de romper mediante un ataque de fuerza bruta, suponiendo que el algoritmo de cifrado elegido sea lo suficientemente seguro. Sin embargo, para el usuario en cuestión seguramente sea bastante fácil de recordar.
Otra solución habitual para no tener que memorizar un número elevado de contraseñas complejas es utilizar un gestor de contraseñas. Estos programas también nos pueden ayudar a generar contraseñas seguras.

## Protección frente a los ataques
Una forma sencilla de protegerse contra los atacantes es asegurándose que la contraseña que se introduce es segura. Una contraseña de 10 caracteres puede ser descifrado en menos de una semana con un equipo básico de casa, a la hora de utilizar números, mayúsculas, etc. Puede tomar hasta 3 trillones de años dependiendo de la complejidad de la contraseña sin importar que los ataques sean de fuerza bruta o de diccionario. Otra medida se da a nivel de desarrollo de sistema lo cual es establecer un número máximo de intentos. De esta forma se bloquea el sistema automáticamente después de un número de intentos fallidos predeterminado. Un ejemplo de este tipo de sistema de protección es el mecanismo empleado en las tarjetas SIM que se bloquean automáticamente tras tres intentos fallidos al introducir el código PIN.

## Ejemplos de herramientas
A continuación se listan algunas  formas dentes de las herramientas más populares para llevar a cabo ataques de diccionario.
- John the Ripper
- L0phtCrack
- Caín y Abel (software)